# باشگاه فوتبال سیمین پادانگ
باشگاه فوتبال سیمین پادانگ (انگلیسی: Semen Padang F.C.) یک باشگاه فوتبال حرفه‌ای است که در شهر پادنگ اندونزی در سال ۱۹۸۰ تأسیس شده‌است.